# 鈴木翼 (あそび歌作家)
鈴木 翼（すずき つばさ）は日本のあそび歌作家、シンガーソングライター。埼玉県出身。特技はジャンプ。

## 来歴
私立保育園、子育て支援センターに8年勤務後、2009年あそび歌作家へ。
保育者向け講習会のほか、保育雑誌への執筆、親子コンサートや保育園や幼稚園、子育て支援センターなどであそび歌ライブを行っている。
2013年4月からNHK BSプレミアム「おとうさんといっしょ」の遊びや歌の提供している。また、テレビ出演も増えておりBSフジ「モジーズ&YOU」、NHK BSプレミアム「みんなDEどーもくん!」、NHK教育チャンネル「まいにちスクスク」などにレギュラー出演している。

## 主な作品
- 「うたのつばさ」（中川ひろたか・鈴木翼共著　チャイルド本社）
- 「鈴木翼のちょこっとあそび大集合！（ひかりのくに）
- 「こころがおどる」（ソングレコード）
- 「はみだしたチーズ」（ソングレコード）
- 「ゴトゴンでんしゃ」（ソングレコード）
- 「大友剛・鈴木翼の　笑える!遊べる!0歳からのマジカルあそびうた」キングレコード
- 「あそびうたオールスターズ」（ソングレコード）

## 出演
- モジーズ＆YOU（2013年4月 - 2014年9月、BSフジ）
- ワンワンパッコロ!キャラともワールド（2019年3月3日、NHK BSプレミアム） - 中川ひろたかとどんくんと共演